# Павликени
Павликени (буг. Павликени) град је у Републици Бугарској, у северном делу земље, седиште истоимене општине Павликени у оквиру Великотрновске области.

## Географија
Положај: Павликени се налази у северном делу Бугарске. Од престонице Софије град је удаљен 220 km североисточно, а од обласног средишта, Великог Трнова град је удаљен 40 km северозападно.
Рељеф: Област Павликена се налази у области бугарског Подунавља. Град се сместио у равничарском подручју, у долини реке Росице, на приближно 140 метара надморске висине.
Клима: Клима у Павликенима континентална.
Воде: Близу Павликена протиче река Росица средњим делом свог тока.

## Историја
Област Павликена је првобитно било насељено Трачанима, а после њих овом облашћу владају стари Рим и Византија. Јужни Словени ово подручеје насељавају у 7. веку. Од 9. века до 1373. године област је била у саставу средњовековне Бугарске.
Крајем 14. века област Павликена је пала под власт Османлија, који владају облашћу 5 векова.
1878. године град је постао део савремене бугарске државе. Насеље постоје убрзо средиште окупљања за села у околини, са више јавних установа и трговиштем.

## Становништво
По проценама из 2007. године Павликени су имали око 12.000 становника. Огромна већина градског становништва су етнички Бугари. Остатак су махом Роми. Последњих деценија град губи становништво због удаљености од главних токова развоја у земљи.
Претежан вероисповест месног становништва је православна, али је овај део државе познат и по значајном присуству римокатолика.